# Solanum fraxinifolium
Solanum fraxinifolium är en potatisväxtart som beskrevs av Michel Félix Dunal. Solanum fraxinifolium ingår i släktet skattor som ingår i familjen potatisväxter. Inga underarter finns listade i Catalogue of Life.